# Marc Andreessen

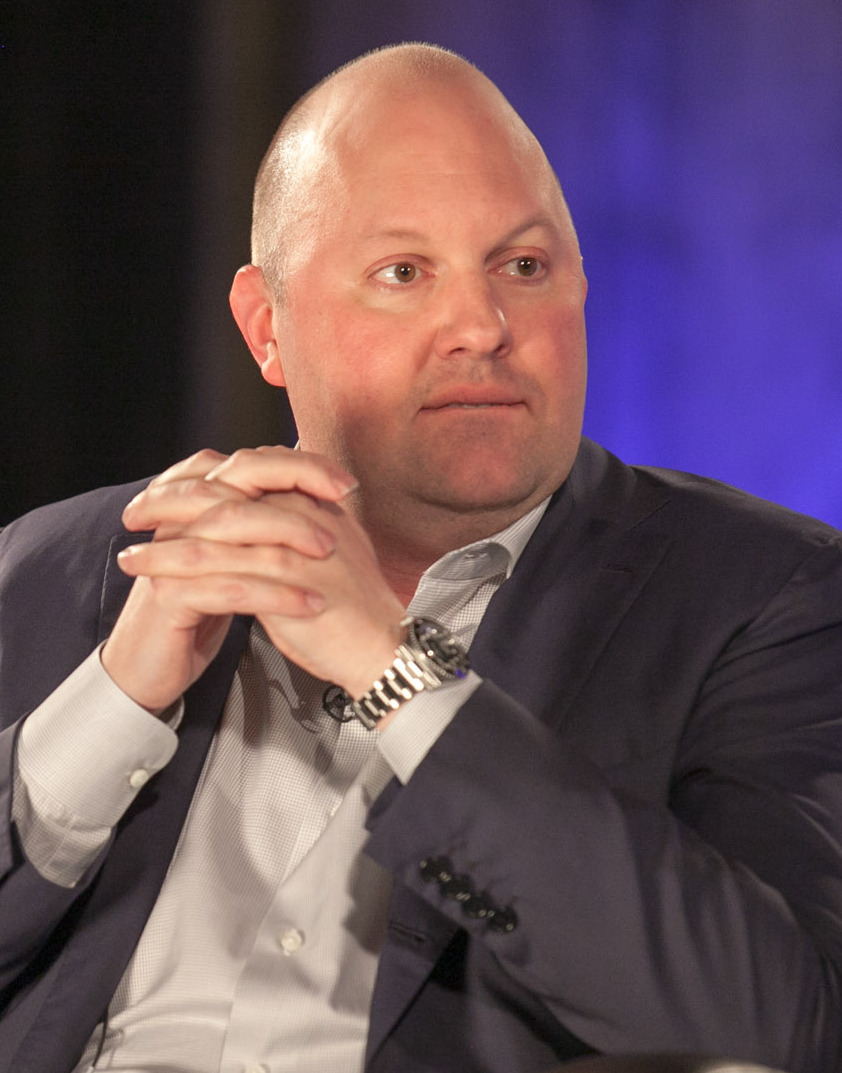
Marc Andreessen în 2013

Marc Lowell Andreessen (născut 9 iulie 1971, Cedar Falls, Iowa) este un antreprenor american, investitor, inginer de software și multimilionar. Este cel mai bine cunoscut ca autor, împreună cu Eric Bina, al Mosaic, primul browser web utilizat pe scară largă. Este co-fondator al Netscape Communications Corporation și Andreessen Horowitz. El a fondat compania de software Opsware pe care a vândut-o către Hewlett-Packard. A fondat siteul web Ning împreună cu Gina Bianchini.
Un inovator și creator, el este unul dintre puținii oameni care au inițiat o categorie nouă de software (browserele Web) utilizat de mai mult de un miliard de oameni, fondând mai multe companii de miliarde de dolari. El face parte din consiliul de administrație al Facebook, eBay, și HP, printre altele. Un frecvent invitat la conferințele din Silicon Valley, Andreessen este unul dintre cei șase World Wide Web Hall of Fame, distincție oferită la prima conferință internațională World Wide Web în 1994.

## Legături externe
- pmarca, Andreessen's blog, launched June 2007
- First Internet Marketing Conference, San Francisco, 1994 Arhivat în 19 februarie 2007, la Wayback Machine. Video includes Andreessen discussing Mosaic.  See also: Internet Marketing Conference
- Ning Social Network Creation service
- PBS mini-bio Arhivat în 16 iulie 2008, la Wayback Machine.
- Biography of Marc Andreessen Ibiblio.com